# Hiéroglyphe égyptien F23
La patte antérieur de bovin tournée vers la gauche, en hiéroglyphes égyptiens, est classifiée dans la section F « Parties de mammifères » de la liste de Gardiner ; cet hiéroglyphe y est noté F23.

## Représentation
Il représente une patte antérieur de bovin (Bos taurus) orientée vers la gauche. Il est translittéré ḫpš.

## Utilisation
| x · p · S | F23 |

| x · p · S | F23 |

| F23 · Z1 |

| F23 · Z1 |

| F23 · Z1 |

| F23 · Z1 |

| ms | s | x | G4 | w | F23 · N14 | A40 |

| ms | s | x | G4 | w | F23 · N14 | A40 |

| F24 |

| F24 |